# كيني أوتيغبا
كينيث كريم أوتيغبا (بالإنجليزية: Kenneth Karim Otigba)‏ هو لاعب كرة قدم مجري من أصل نيجيري في مركز قلب الدفاع ولد في يوم 29 أغسطس 1992 في مدينة كادونا في نيجيريا، يلعب حالياً مع نادي قاسم باشا في تركيا وسبق له اللعب مع نادي هيرنفين في هولندا ونادي بيكيشابا في المجر، لعب أيضاً مع منتخب المجر تحت 21 سنة ويبلغ طول اللاعب 187 سم.

## روابط خارجية
- كيني أوتيغبا على موقع الاتحاد الأوربي (الإنجليزية)
- كيني أوتيغبا على موقع اتحاد تركيا (لاعب) (الإنجليزية)
- كيني أوتيغبا على موقع قاعدة بيانات كرة القدم.إي يو (الإنجليزية)
- كيني أوتيغبا على موقع ناشيونال فوتبول تيمز (الإنجليزية)
- كيني أوتيغبا على موقع Soccerway.com (الإنجليزية)
- كيني أوتيغبا على موقع عالم كرة القدم.نت (الإنجليزية)